# Okenia mija
Okenia mija Burn, 1967 è un mollusco nudibranchio della famiglia Goniodorididae.

## Distribuzione e habitat
Rinvenuta al largo della coste australiane del Nuovo Galles del Sud e della Tasmania.